# Des Teufels Rechnung
Des Teufels Rechnung (Originaltitel: The Devil’s Arithmetic) ist ein US-amerikanisches Filmdrama aus dem Jahr 1999. Regie führte Donna Deitch, das Drehbuch schrieb Robert J. Avrech anhand eines Romans von Jane Yolen. Dem Film ist eine Einleitung durch Dustin Hoffman vorangestellt.

## Handlung
Hannah Stern lebt als Teenager in der Gegenwart in den Vereinigten Staaten. Bei einem jüdischen Familienfest wird sie auf wundersame Weise in die Zeit des Zweiten Weltkriegs zurücktransportiert. Im Jahr 1941 lebt sie unter dem Namen Chaya Abramowicz in einer Kleinstadt in Polen. Ihre Eltern leben nicht mehr.
Hannah/Chaya wird eines Tages gemeinsam mit anderen Juden in ein deutsches Konzentrationslager in Polen verschleppt, wo sie einige Tage verbringt. Sie erinnert sich an Familienfest-Erzählungen über früher. So kann sie beispielsweise Freunde vor der Falle warnen, in die ein scheinbar bestochener Wachmann verstrickt war. Diese starten dennoch einen Ausbruchsversuch, werden schnell gefasst und demonstrativ aufgehängt. Bei einer Selektion tauscht Hannah/Chaya die Rolle mit ihrer Freundin Rivkah und wird an ihrer Stelle ermordet. Nach ihrer Rückkehr in die Gegenwart zeigt sich, dass ihre Tante Eva am Arm die eingravierte Nummer von Rivkah hat. Somit hat Hannah/Chaya ihrer Tante Eva/Rivkah das Leben gerettet. Hannah war in ihrer Zeitreise stark eingebunden und kann sich besser einfühlen, wie wichtig die Kenntnisse über den Holocaust in der Gegenwart sind. Sie zeigt sich nun nicht mehr desinteressiert gegenüber der Geschichte ihrer Familie und des Judentums.

## Kritiken
Der Filmdienst schrieb, der Film sei ein „ernst gemeinter Versuch, die jüngste Geschichte einem unbedarften Publikum nahe bringen zu wollen, der jedoch nicht ganz gelungen ist, da das geringe Produktionsbudget zu einigen Konzessionen zwang“.

## Auszeichnungen
Donna Deitch und Robert J. Avrech gewannen im Jahr 2000 den Daytime Emmy; der Film wurde in zwei weiteren Kategorien für den gleichen Preis nominiert. Kirsten Dunst wurde 2000 für den Young Artist Award nominiert. Robert J. Avrech wurde 2000 für den Writers Guild of America Award und für den Nebula Award nominiert. Der Film erhielt 2000 den Golden Reel Award der Motion Picture Sound Editors und wurde in einer weiteren Kategorie für den gleichen Preis nominiert.

## Hintergründe
Der Film wurde in Toronto und in Litauen gedreht. Er wurde als ein Fernsehfilm produziert, in Deutschland wurde er jedoch ab Januar 2000 in ausgewählten Kinos gezeigt. In Argentinien wurde er im Januar 2003 direkt auf Video veröffentlicht. Der Film ist bei Prime Video in deutscher Sprache mit dem Titel Deutschland 1941 – Des Teufels Rechnung zu sehen.